# Eddie Murray
Eddie Clarence Murray (nascido em 24 de fevereiro de 1956), apelidado de "Steady Eddie", é um ex-jogador da Major League Baseball (MLB) que atuou como primeira base e rebatedor designado. Passou a maior parte de sua carreira na MLB jogando pelo Baltimore Orioles, onde está na quarta posição na história do time em partidas jogadas e rebatidas. Embora Murray nunca tenha ganho o prêmio de MVP, terminou entre os dez primeiros na votação diversas vezes. Após sua carreira como jogador, Murray foi técnico de rebatidas pelo Cleveland Indians e Los Angeles Dodgers.
Foi eleito para o  Baseball Hall of Fame em 2003. No livro New Bill James Historical Baseball Abstract (2010), Murray é descrito como o quinto melhor primeira-base na história das grandes ligas. Na lista Baseball's 100 Greatest Players da The Sporting News (1998) ficou em 77º.